# Tân Nhuận Đông
Tân Nhuận Đông là một xã thuộc tỉnh Đồng Tháp, Việt Nam. 
Xã được biết đến nhiều với địa danh Nha Mân có từ lâu đời, và ngôi đình Tân Nhuận Đông được xếp hạng Di tích quốc gia vào năm 2020.

## Địa lý
Xã Tân Nhuận Đông có vị trí địa lý:
- Phía đông và bắc giáp xã Phú Hựu.
- Phía tây giáp xã Tân Phú Trung.
- Phía nam giáp tỉnh Vĩnh Long.

Xã có diện tích 92,01 km², dân số năm 2025 là 59.576 người, mật độ dân số đạt 647 người/km².

## Lịch sử hành chính
Ngày 16 tháng 6 năm 2025, Ủy ban Thường vụ Quốc hội Việt Nam ban hành Nghị quyết 1663/NQ-UBTVQH15 về việc sắp xếp các đơn vị hành chính cấp xã của tỉnh Đồng Tháp. Theo đó, hợp nhất các xã : Hòa Tân, An Khánh và Tân Nhuận Đông thành xã mới có tên gọi là xã Tân Nhuận Đông. Nghị quyết có hiệu lực từ ngày 1 tháng 7 năm 2025.